# راه بازگشت به خانه (فیلم ۱۹۳۱)
راه بازگشت به خانه (انگلیسی: Way Back Home) فیلمی در ژانر درام به کارگردانی ویلیام ای. سایتر است که در سال ۱۹۳۱ منتشر شد. از بازیگران آن می‌توان به فرانک آلبرستون، بت دیویس، اسکار آپفل، استنلی فیلدز، لان پاف و فرانکی دارو اشاره کرد.